# Субпрефектура Жасанан/Тремембре

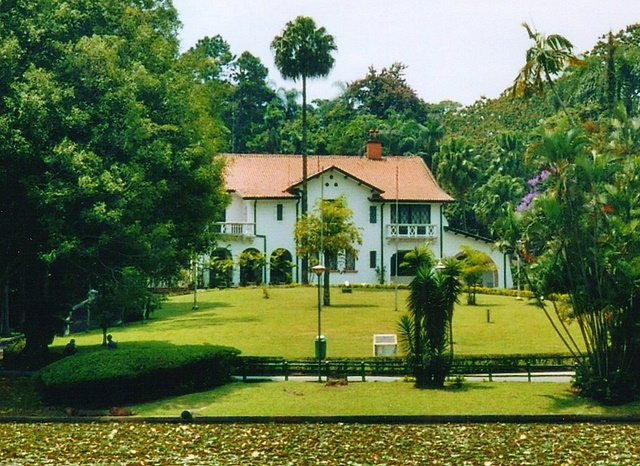
Ботанический сад Сан-Паулу, округ Тремембре

Муниципалитет Сан-Паулу на карте штата Сан-Паулу

Субпрефектура Жасанан/Тремембре (порт. Subprefeitura de Jaçanã/Tremembé) — одна из 31 субпрефектур города Сан-Паулу, находится в северной части города. Общая площадь 64,10 км². Численность населения — 276 628 жителя.
В составе субпрефектуры Жасанан/Тремембре 2 округа:
- Жасанан (Jaçanã)
- Тремембре (Tremembé)